# Метрополь (альманах)
Альманах «Метро́поль» — сборник неподцензурных текстов известных литераторов (Владимир Высоцкий, Белла Ахмадулина, Андрей Вознесенский, Юз Алешковский, Евгений Рейн, Генрих Сапгир, Юрий Карабчиевский, Юрий Кублановский и др.), а также авторов, не допускавшихся в «эпоху застоя» к официальной печати.
«Метрополь» был издан тиражом 12 экземпляров в Москве в декабре 1978 года самиздатовским способом — в виде машинописи. Оформление альманаха — Борис Мессерер, Давид Боровский.
Один из экземпляров альманаха был нелегально вывезен в США и в 1979 году опубликован там издательством «Ardis Publishing» — сначала репринтным способом, а впоследствии в новом наборе.

## Подготовка альманаха

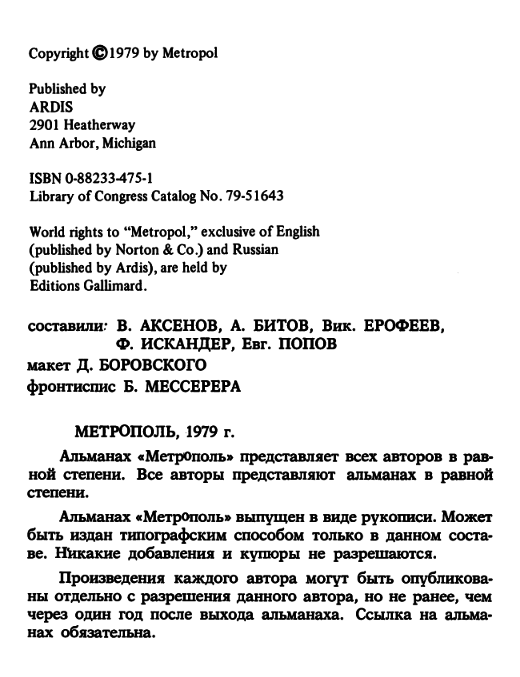
Выходные данные печатной версии альманаха Метрополь

Идея выпуска альманаха «Метрополь» принадлежала Виктору Ерофееву и Евгению Попову, которые подключили к работе Василия Аксёнова, Фазиля Искандера, Андрея Битова и других литераторов.
В. Ерофеев вспоминал: «В декабре 1977 года, когда я снимал квартиру напротив Ваганьковского кладбища и каждый день в мои окна неслась похоронная музыка, мне пришла в голову веселая мысль устроить, по примеру московских художников … „бульдозерную“ выставку литературы, объединив вокруг самодельного альманаха и признанных и молодых порядочных литераторов. Я без труда заразил идеей своего старшего прославленного друга Василия Аксенова (без авторитета которого ничего бы не вышло), к делу был привлечен Андрей Битов и мой сверстник Евгений Попов (Фазиль Искандер подключился позже), и оно закрутилось».
Суть проекта заключалась в том, чтобы разместить в сборнике неподцензурных текстов произведения, отклонённые советскими издательствами. Не все поэты и прозаики, к которым обратились составители «Метрополя», согласились передать в альманах свои стихи и прозу; к примеру, по разным причинам в нём отказались участвовать Юрий Трифонов и Булат Окуджава. Высоцкий, согласно воспоминаниям Василия Аксёнова, отнёсся к предложению «с энтузиазмом» и передал для публикации большую подборку стихов. Непосредственная работа над составлением альманаха проходила в квартире, которая прежде принадлежала матери Аксёнова — скончавшейся незадолго до выхода «Метрополя» Евгении Гинзбург. Там работали энтузиасты и добровольные помощники, перепечатывавшие тексты, склеивавшие машинописные листы, проводившие корректорскую правку. Макет был разработан театральным художником Давидом Боровским, фронтиспис оформил Борис Мессерер. Высоцкий непосредственного участия в работе над альманахом не принимал, но иногда приходил в «редакцию» с гитарой, задавая при входе в квартиру шутливый вопрос: «Здесь делают фальшивые деньги?».

## Разгром альманаха
После издания альманаха его авторы подверглись разного вида гонениям в СССР, однако, никаких существенных репрессий в отношении составителей и авторов альманаха не последовало. С осуждением участников альманаха выступили Григорий Бакланов, Римма Казакова, Евгений Сидоров, Владимир Амлинский, Александр Борщаговский, Анатолий Алексин, Сергей Залыгин, Владимир Карпов, Юрий Верченко, Николай Шундик и другие писатели и критики. Возглавил «кампанию» первый секретарь Московской организации Союза писателей СССР Феликс Кузнецов. В частности, на совещании «Идеологическая работа с московскими писателями» 7 мая 1979 года он заявил:

Альманах этот, где в обилии представлены литературная безвкусица и беспомощность, серятина и пошлость, с полным единодушием осудили ведущие наши писатели и критики, по заслугам оценившие этот сборник как порнографию духа. 

«МетрОполь» оказался золотой жилой для Феликса Феодосьевича. Он стал залетать в такие кабинеты, в которых раньше и не надеялся побывать. Большой теоретик нравственности в литературе, на практике любил он, для разнообразия, поклеветать, 
— вспоминал один из участников тех событий Виктор Ерофеев. Один из экземпляров альманаха, как библиографическую редкость, Кузнецов оставил себе, впоследствии он отрицал это, но в конце концов был вынужден вернуть составителю альманаха Евгению Попову по решению суда.
Беллетризованная история альманаха «Метрополь» содержится в романах Василия Аксенова «Скажи изюм» и «Таинственная страсть».

## Первая официальная публикации в СССР
Альманах «МетрОполь» был опубликован в СССР в 1991 году (подписан в печать 27 июня, издательство «Текст», ISBN 5-85950-01-3, тираж 40 000 экз.). Предисловие (под названием «Десять лет спустя») написал Виктор Ерофеев.

## Участники

### Авторы
- Аксёнов, Василий Павлович
- Алешковский, Юз
- Апдайк, Джон Хойер
- Арканов, Аркадий Михайлович
- Ахмадулина, Белла Ахатовна
- Баткин, Леонид Михайлович
- Битов, Андрей Георгиевич
- Вахтин, Борис Борисович
- Вознесенский, Андрей Андреевич
- Высоцкий, Владимир Семёнович
- Горенштейн, Фридрих Наумович
- Ерофеев, Виктор Владимирович
- Искандер, Фазиль Абдулович
- Карабчиевский, Юрий Аркадьевич
- Кожевников, Пётр Валерьевич
- Кублановский, Юрий Михайлович
- Липкин, Семён Израилевич
- Лиснянская, Инна Львовна
- Попов, Евгений Анатольевич
- Ракитин, Василий Иванович
- Рейн, Евгений Борисович
- Розовский, Марк Григорьевич
- Сапгир, Генрих Вениаминович
- Тростников, Виктор Николаевич

### Оформители
- Боровский, Давид Львович
- Мессерер, Борис Асафович
- Брусиловский, Анатолий Рафаилович
- «Владимир Высоцкий позвонил и попросил привезти штук двадцать рисунков из серии „Homo sapiens“, что показывал ему. — Поедем сейчас в одно место, там расскажу зачем рисунки. Около Рижского вокзала зашли в квартиру, там за столом сидело пять, шесть мужчин. Я узнал Виктора Ерофеева и Евгения Попова. Володя разложил мои рисунки на столе: — А? Каково? Давайте поместим их в альманах! Присутствующие стали внимательно разглядывать картинки: — А кто это? Откуда? -Мой знакомый, рисует плакаты для меня. И вот что ещё делает. -Слушай, знакомый, выйди ка за дверь. Но из соседней комнаты было хорошо слышно о чём был дальше разговор-обсуждение. -Да, Володя, всё это здорово. Но что мы будем делать с Мессерером? Его граммофонную трубу надо будет выкинуть в трубу! А если оставить, то Боря будет простеньким декоратором. ВВ заступался: -Но ведь эти рисунки в точности попадают в эстетику Метрополя. -Да пойми, Володя. Боря наш друг, мы ведь в его мастерской этот проект задумали, — слышались разгневанные голоса Попова и Ерофеева. А потом — ты то сам сбоку-с припёку попал в альманах. ВВ вышел, отдал папку с рисунками: -Извини, не получилось. Видишь, и тут круговая порука и кумовство. Так я не попал в число авторов Метрополя. А может и к лучшему. А то несдобровать мне — на авторов вскоре посыпались неурядицы». Михаил Златковский

На начало 2024 года из создателей (авторов и оформителей) альманаха в живых остались семь человек — В. Ерофеев, Ю. Кублановский, Б. Мессерер, Евг. Попов, Евг. Рейн, М. Розовский и 
А. Брусиловский.